# Еддісон Тауншип (округ Сомерсет, Пенсільванія)
Еддісон Тауншип (англ. Addison Township) — селище (англ. township) в США, в окрузі Сомерсет штату Пенсільванія. Населення — 931 особа (2020).

## Демографія
Згідно з переписом 2010 року, у селищі мешкали 974 особи в 417 домогосподарствах у складі 293 родин. Було 832 помешкання
Расовий склад населення:
| - 98,3 % — білих - 0,3 % — чорних або афроамериканців - 0,1 % — корінних американців - 0,1 % — азіатів |

До двох чи більше рас належало 1,2 %. Частка іспаномовних становила 0,6 % від усіх жителів.
За віковим діапазоном населення розподілялося таким чином: 19,8 % — особи молодші 18 років, 58,3 % — особи у віці 18—64 років, 21,9 % — особи у віці 65 років та старші. Медіана віку мешканця становила 46,1 року. На 100 осіб жіночої статі у селищі припадало 112,7 чоловіків;  на 100 жінок у віці від 18 років та старших — 112,2 чоловіків також старших 18 років.
Середній дохід на одне домашнє господарство  становив 61 563 долари США (медіана — 47 411), а середній дохід на одну сім'ю — 72 305 доларів (медіана — 56 667). Медіана доходів становила 54 063 долари для чоловіків та 35 357 доларів для жінок. За межею бідності перебувало 10,2 % осіб, у тому числі 9,5 % дітей у віці до 18 років та 8,3 % осіб у віці 65 років та старших.
Цивільне працевлаштоване населення становило 387 осіб. Основні галузі зайнятості: освіта, охорона здоров'я та соціальна допомога — 26,6 %, будівництво — 25,6 %, роздрібна торгівля — 8,3 %, науковці, спеціалісти, менеджери — 8,0 %.